# Deutsche Poolbillard-Meisterschaft 1993 (Senioren)
Die Deutsche Poolbillard-Meisterschaft 1993 war die neunte Austragung zur Ermittlung der nationalen Meistertitel der Senioren in der Billardvariante Poolbillard. Sie wurde in München ausgetragen.
Es wurden die Deutschen Meister in den Disziplinen 14/1 endlos, 8-Ball, 9-Ball und 8-Ball-Pokal ermittelt.

## Medaillengewinner
| Disziplin    | Gold                                 | Silber                         | Bronze                                | 4. Platz                             |
| ------------ | ------------------------------------ | ------------------------------ | ------------------------------------- | ------------------------------------ |
| 14/1 endlos  | Klaus Wilms (Hemer)                  | Rainer Wolf (PC Mörfelden)     | Alfred Kunzig (Dortmund)              | Franz Krinner (BV Fortuna Straubing) |
| 8-Ball       | Franz Krinner (BV Fortuna Straubing) | Jürgen Bins (Homburg)          | Jürgen Ludewig (1. PBC Joker Geldern) | Rudolf Feld (Heusweiler)             |
| 9-Ball       | Rainer Wolf (PC Mörfelden)           | Mehmet Aksoyer (Bad Kreuznach) | Jürgen Ludewig (1. PBC Joker Geldern) | Rudi Schneider (PBC München-West)    |
| 8-Ball-Pokal | Rudi Schneider (PBC München-West)    | Jac Bosshammer (Burtscheid)    | Adolf Holzmann (Homburg)              | Peter Freese (Leverkusen)            |